# Nacka Värmdö Posten
Nacka Värmdö Posten (NVP) är en gratis (reklamfinansierad) lokaltidning som delas ut i kommunerna Nacka och Värmdö. 
Tidningen startades i april 1989 som Nacka Posten, men bytte namn i augusti 1990. Upplagan är 68 597 (jun 2024) och den delas ut på tisdagar/onsdagar i jämna veckor. Dagliga nyheter levereras på webben via webbplatsen NVP.se. Sedan 2023 ägs tidningen av Bonnier News Local. Chefredaktör är Hanna Bäckman och redaktionen finns i Villa Pauli i Storängen.